# Coua de capell rogenc
El coua de capell rogenc (Coua ruficeps) és una espècie d'ocell de la família dels cucúlids (Cuculidae) que habita boscos, zones arbustives i zones àrides del nord-oest de Madagascar. 

Sovint considerat coespecífic de Coua olivaceiceps.